# Марко Шарлія
Марко Шарлія (хорв. Marko Šarlija, нар. 8 вересня 1982, Загреб) — хорватський футболіст, що грав на позиції воротаря.
Виступав, зокрема, за клуб «Динамо» (Загреб), а також молодіжну збірну Хорватії.
Чемпіон Хорватії. Володар Кубка Хорватії. Чемпіон Азербайджану.

## Клубна кар'єра
У дорослому футболі дебютував 2001 року виступами за команду «Динамо» (Загреб), у якій провів три сезони, взявши участь у 8 матчах чемпіонату. За цей час виборов титул володаря Кубка Хорватії.
Згодом з 2002 по 2015 рік грав у складі команд «Задар», «Інтер» (Запрешич), «Динамо» (Загреб), «Інтер» (Запрешич), «Баку», «Олімпіакос», «Етнікос» (Ахна) та «Локомотива». Протягом цих років додав до переліку своїх трофеїв титул чемпіона Хорватії, знову ставав володарем Кубка Хорватії, чемпіоном Азербайджану.
Завершив ігрову кар'єру у команді «Сесвете», за яку виступав протягом 2015—2017 років.

## Виступи за збірні
У 1997 році дебютував у складі юнацької збірної Хорватії (U-15), загалом на юнацькому рівні взяв участь у 40 іграх, пропустивши 5 голів.
Протягом 2002–2004 років залучався до складу молодіжної збірної Хорватії. На молодіжному рівні зіграв у 13 офіційних матчах, пропустив 1 гол.

## Титули і досягнення
- Чемпіон Хорватії (1):

«Динамо» (Загреб): 2005-2006
- Володар Кубка Хорватії (1):

«Динамо» (Загреб): 2003-2004
- Чемпіон Азербайджану (1):

«Стандард» (Баку): 2008-2009
- Володар Кубка Азербайджану (2):

«Динамо» (Загреб): 2009-2010, 2011-2012